# Andrzej Czulda
Andrzej Bernard Czulda (ur. 8 kwietnia 1951 w Łodzi) – polski scenarzysta i reżyser filmów oświatowych i dokumentalnych.

## Życiorys
Ukończył Państwową Wyższą Szkołę Filmową, Telewizyjną i Teatralną im. Leona Schillera w Łodzi. W latach 1979–2010 zatrudniony w Wytwórni Filmów Oświatowych w Łodzi. W latach 2012–2017 zatrudniony w Muzeum Kinematografii w Łodzi. W 1984 roku zadebiutował jako samodzielny reżyser, będąc jednocześnie autorem scenariuszy swoich filmów. W swej karierze zawodowej współpracował z wieloma znanymi i cenionymi reżyserami, między innymi z Janem Jakubem Kolskim, Leszkiem Skrzydło, Andrzejem Sapiją. Tworzy filmy związane tematycznie z historią, kulturą i sztuką.
Autor książki „Za kurtyną pamięci. Trójwyznaniowy Cmentarz Stary w Łodzi” wyd. Muzeum Kinematografii /2014/. Współpracownik zespołu redakcyjnego książki „Jerzy Kawalerowicz. Malarz X Muzy” wyd. Muzeum Kinematografii /2012/ oraz „Bogdan Sölle. Zapiski scenografa” wyd. Muzeum Kinematografii /2014/. Współredaktor książki „Janusz Morgenstern. Musi zostać rysa” wyd. Muzeum Kinematografii /2012/ oraz „Jerzy Wójcik. Sformowana energia” wyd. Muzeum Kinematografii /2014/. Współpracownik zespołu redakcyjnego „Film & TV Kamera”. Autor zdjęć do książek Leszka Skrzydło „Rody Fabrykanckie” część 1 i 2 oraz „Rody i rodziny. Rody nie tylko fabrykanckie” (Oficyna Bibliofilów w Łodzi 1999–2007).
W latach 1997–2002 ekspert w Agencji Produkcji Filmowej przy Komitecie Kinematografii. Członek SFP, ZAPA, a także Rady Muzeum Kinematografii w Łodzi. W latach 2007–2011 sekretarz Łódzkiego Oddziału Stowarzyszenia Filmowców Polskich, w latach 2012–2018 wiceprzewodniczący.
W 2019 został odznaczony Srebrnym Medalem „Zasłużony Kulturze Gloria Artis”.

## Wyróżnienia
- Nagroda Europejskiej Federacji Prasy Turystycznej na XXVII Międzynarodowym Festiwalu Filmów Krótkometrażowych za film Kalisz poprzez wieki – Kraków 1990
- Nagroda Rektora Akademii Sztuk Pięknych na I Przeglądzie Filmu Naukowego za film Barok krakowski – Kraków 1997
- Puchar Prezydenta Miasta Krakowa na III Przeglądzie Filmu Naukowego za film Złota jesień krakowskiego średniowiecza – Kraków 2001
- Nagroda Dziennika Rzeczpospolita na VIII Ogólnopolskim Niezależnym Przeglądzie Form Dokumentalnych „Nurt” za film Wpinanie księżyca – Kielce 2002
- Nagroda Prezesa Stowarzyszenia Filmowców Polskich na XVIII Festiwalu Mediów „Człowiek w Zagrożeniu” za film Bajki z krainy pieców – Łódź 2008
- I Nagroda na Międzynarodowym Festiwalu Filmów Dokumentalnych „Procinema Dokument 2009” w Łodzi za film Bajki z krainy pieców
- II Nagroda na XXV Międzynarodowym Katolickim Festiwalu Filmów i Multimediów w kategorii filmów dokumentalnych Niepokalanów 2010 za film Bajki z krainy pieców
- Nagroda Specjalna ufundowana przez SIGNIS Białoruś na XXV Międzynarodowym Katolickim Festiwalu Filmów i Multimediów Niepokalanów 2010 za film Bajki z krainy pieców
- Wyróżnienie w kategorii Polskich Filmów powyżej 40 min. na II Międzynarodowym Festiwalu Filmów Dokumentalnych TRANZYT Poznań 2010 za film Bajki z krainy pieców

## Współrealizacje filmowe
- Jak mnie kochasz?
- Pożary szpitala (część 2 i 3)
- Tajne nauczanie
- Zrób to sam
- Byliśmy nie tylko świadkami
- Praca hodowlana nad trzodą
- Na łuku oparta
- Szpital sercem budowany
- Luteranizm. Kościół Ewangelicko-Augsburski
- Elektrownia Bełchatów
- Polska niepodległa 1918
- Przepis na urodę
- Przyczyny wypadków w rolnictwie
- Zaczarowane koło zaprzeczeń
- Gniezno znaczy gniazdo
- Geneza i rozwój bazyliki
- Dzieje Orła Białego
- Centrala telefoniczna
- Wspomnienie o „Skamandrze”
- Kultura Polski Piastów
- Heweliusz z cyklu „Wehikuł czasu”
- Jest takie miejsce...
- Bajka z Auschwitz
- Słowiański świt (część 1)
- Korona pierwszych Piastów (część 2)
- Krzywousty i jego synowie (część 3)
- Królestwo bez korony (część 4)
- Koniec dynastii (część 5)
- Jagiellonowie 1500–1548 Zygmunt Stary (część 8)
- Jagiellonowie 1548–1572 Zygmunt August (część 9)
- Między złotym a srebrnym wiekiem (część 10)
- Wiek srebrny (część 11)

## Własne realizacje filmowe
- Dębno Lubuskie w 40-leciu PRL
- Sport gorzowski część 1 i 2
- Kalisz poprzez wieki
- Lublin moje miasto
- Babunia
- Wieluń – miasto na królewskim szlaku
- I Rozbiór Polski
- Od nadziei do upadku – II i III rozbiór Polski
- Krakowskie teledyski barokowe
- Zaczarowany krąg...
- Cykl Krakowskie oblicza kultury:
  - Złota jesień krakowskiego średniowiecza
  - Krakowskie oblicza renesansu i manieryzmu
  - Barok krakowski
- Wpinanie księżyca
- Stefan Pogonowski
- Cmentarz Orląt
- Święto Wojska Polskiego
- Bajki z krainy pieców...
- Nekropolis. Łódzkie „trójprzymierze cieni”...
- Perskie ocalenie
- Partytura w głowie (2024)[2]